# ريك إيكستاين
ريك إيكستاين (بالإنجليزية: Rick Eckstein)‏ هو لاعب كرة قاعدة أمريكي، ولد في 4 مارس 1973 في مقاطعة سيمينول في الولايات المتحدة.